# As I Am (album)
Cet article concerne l'album d'Alicia Keys. Pour la chanson de Dream Theater, voir As I Am.
Pour les articles homonymes, voir As I Am.
Albums de Alicia Keys
Unplugged The Element of Freedom
Singles
As I Am est le troisième album studio de la chanteuse de R'n'B Alicia Keys. Il est sorti le 13 novembre 2007 aux États-Unis. L'album s'est vendu à 5 millions de copies dans le monde.

## Liste des titres
| 1.    | As I Am (Intro)                     | Alicia Keys                                                              | 1:52 |
| 2.    | Go Ahead                            | Keys, Mark Batson, Marsha Ambrosius, Kerry Krucial Brothers Jr.          | 4:35 |
| 3.    | Superwoman                          | Keys, Linda Perry, Steve Mostyn                                          | 4:34 |
| 4.    | No One                              | Keys, Brothers, George D. Harry                                          | 4:13 |
| 5.    | Like You'll Never See Me Again      | Keys, Brothers                                                           | 5:15 |
| 6.    | Lesson Learned (Feat. John Mayer    | Keys, John Mayer                                                         | 4:13 |
| 7.    | Wreckless Love                      | Keys, Harold Lilly, Jack Splash, Mattew Kahane                           | 3:52 |
| 8.    | The Thing About Love                | Keys, Perry                                                              | 3:49 |
| 9.    | Teenage Love Affair                 | Keys, Lilly, Tom Nixon, Karl Hampton, Splash, Josephine, Bridges, Kahane | 3:10 |
| 10.   | I Need You                          | Keys, Batson, Lilly, Paul L. Mark Batson Green                           | 5:09 |
| 11.   | Where Do We Go From Here            | Keys, Brothers, Lilly, Mary Frierson, Johnnie Frierson                   | 4:10 |
| 12.   | Prelude to a Kiss                   | Keys                                                                     | 2:07 |
| 13.   | Tell You Something (Nana's Reprise) | Keys, Brothers, Steve Mostyn, Green, Novel Stevenson, Ron Haney          | 4:28 |
| 14.   | Sure Looks Good to Me               | Keys, Perry                                                              | 4:31 |
| 55:58 |                                     |                                                                          |      |

### Édition limitée avec DVD
Cet album est une édition limitée comprenant un DVD bonus.
- Live au Hollywood Bowl

- "Karma"
- "Wake Up"
- "Tent Talk"
- "Behind the Scenes"
- Séance photo pour l'album As I Am
- Making of du clip No One

### Édition Deluxe
Comprend :
- Clip de No One
- Section on Drums
- Section on Horns
- DVD des clips

L'édition commercialisée dans les supermarchés Wal-Mart incluent les paroles dans le livret mais pas de DVD.

## Classements hebdomadaires
| Classement (2007-2008)              | Meilleure place |
| ----------------------------------- | --------------- |
| Allemagne (Media Control AG)        | 6               |
| Australie (ARIA)                    | 3               |
| Autriche (Ö3 Austria Top 40)        | 9               |
| Belgique (Flandre Ultratop)         | 10              |
| Belgique (Wallonie Ultratop)        | 5               |
| Canada (Canadian Albums Chart)      | 2               |
| Danemark (Tracklisten)              | 21              |
| Espagne (Promusicae)                | 12              |
| États-Unis (Billboard 200)          | 1               |
| États-Unis (Top R&B/Hip-Hop Albums) | 1               |
| Finlande (Suomen virallinen lista)  | 24              |
| France (SNEP)                       | 5               |
| Irlande (IRMA)                      | 15              |
| Italie (FIMI)                       | 3               |
| Norvège (VG-lista)                  | 20              |
| Nouvelle-Zélande (RIANZ)            | 5               |
| Pays-Bas (Mega Album Top 100)       | 2               |
| Portugal (AFP)                      | 4               |
| Royaume-Uni (UK Albums Chart)       | 11              |
| Suède (Sverigetopplistan)           | 15              |
| Suisse (Schweizer Hitparade)        | 1               |

## Certifications
| Pays                    | Certification | Unités certifiées |
| ----------------------- | ------------- | ----------------- |
| Allemagne (BVMI)        | Platine       | 200 000           |
| Australie (ARIA)        | Platine       | 70 000            |
| Autriche (IFPI)         | Or            | 10 000            |
| Belgique (BEA)          | Or            | 15 000            |
| Canada (Music Canada)   | 2 × Platine   | 200 000           |
| États-Unis (RIAA)       | 4 × Platine   | 4 000 000         |
| France (SNEP)           | Platine       | 200 000           |
| Irlande (IRMA)          | Or            | 7 500             |
| Nouvelle-Zélande (RMNZ) | Or            | 7 500             |
| Pays-Bas (NVPI)         | Or            | 35 000            |
| Pologne (ZPAV)          | Platine       | 20 000            |
| Portugal (AFP)          | Platine       | 20 000            |
| Royaume-Uni (BPI)       | Platine       | 300 000           |
| Russie (NFPF)           | Or            | 10 000            |
| Suisse (IFPI)           | Platine       | 30 000            |